# Vecht
Il Vecht è un ramo del Reno nella provincia di Utrecht. A volte è chiamato anche Utrechtse Vecht per non confonderlo con l'Overijsselse Vecht (o Vechte) collocato più a nord del paese.
Il Vecht ha inizio nella città di Utrecht dove il fiume Kromme Rijn si divide in due rami: il ramo Leidse Rijn/Oude Rijn che va verso ovest e il ramo Vecht che procede verso nord. 
Originariamente il Vecht iniziava presso il forte romano di Fectio e fluiva a est di Utrecht ma nel XII secolo fu scavata una scorciatioia più a nord.
Il Vecht attraversa i centri abitati di Maarssen, Breukelen, Loenen e Nigtevecht, poi attraversa il confine con la provincia dell'Olanda Settentrionale passa nell'insediamento di Weesp e sfocia nel Markermeer (parte dell'ex-Zuiderzee) vicino a Muiden. Il canale Amsterdam-Reno fu scavato nel bacino del Vecht.
Lo storico romano Tacito racconta che nel I secolo dopo Cristo una flotta di navi romane navigò verso nord tramite un ramo del Reno, dopodiché navigarono nel Lago Flevo (adesso il Markermeer e l'IJsselmeer) e giunsero nel Mare del Nord; visto che il fiume IJssel al tempo dei romani non era ancora collegato al Reno si suppone che essi navigarono nel Vecht.